# Lavallee Point
Der Lavallee Point ist eine Landspitze im ostantarktischen Viktorialand. Sie ist der nördlichste Ausläufer des Shipton Ridge in den Allan Hills.
Wissenschaftler des New Zealand Antarctic Research Program erkundeten und benannten die Landspitze im Jahr 1964. Namensgeber ist ein Leutnant der United States Navy, der als Hubschrauberpilot die Arbeiten der neuseeländischen Wissenschaftler in der Allan Hills logistisch unterstützt hatte.